# Mingde (socken i Kina, Sichuan)
Mingde (kinesiska: 明德乡, 明德) är en socken i Kina. Den ligger i provinsen Sichuan, i den sydvästra delen av landet, omkring 280 kilometer öster om provinshuvudstaden Chengdu. Antalet invånare är 10 342. Befolkningen består av 5 060 kvinnor och 5 282 män. Barn under 15 år utgör 16,0 %, vuxna 15-64 år 68 %, och äldre över 65 år 15,0 %.
Genomsnittlig årsnederbörd är 1 545 millimeter. Den regnigaste månaden är september, med i genomsnitt 280 mm nederbörd, och den torraste är december, med 8 mm nederbörd.